# Orla (Podlachia)
Orla (in bielorusso Орла) è un comune rurale polacco del distretto di Bielsk, nel voivodato della Podlachia.
Ricopre una superficie di 159,68 km² e nel 2004 contava 3 485 abitanti.
Il bielorusso è riconosciuto e tutelato nel comune come lingua della minoranza.